# TIE2
Le TIE2  (pour l'anglais tyrosine kinase with immunoglobulin and EGF homology domains), ou TEK, est avec le TIE1 un des deux récepteurs des cellules endothéliales, et est impliqué dans le contrôle de l'angiogénèse.  C'est un récepteur aux angiopoïétines Ang-1 et Ang-2. Son gène est le TEK situé sur le chromosome 9 humain.

## Rôle
Ce récepteur possède une activité de tyrosine kinase et se lie à l'angiopoïétine 1. Il est exprimé sur des monocytes qui interviennent dans l'angiogenèse. 
Stimulée par l'angiopoïétine, ce récepteur, situé sur les cellules souches hématopoïétiques, permet la mise au repos de celles-ci et leur fixation au niveau de la moelle osseuse.

## En médecine
Une mutation du gène TEK entraînant une augmentation de l'activité du TIE2 est responsable d'une malformations veineuses muqueuses et cutanées familiale. D'autres mutations, entraînant cette fois ci la formation d'une molécule inactive, cause un syndrome héréditaire semblable. En dehors des formes familiales, des variants du TIE2 sont responsables de près de la moitié des cas sporadiques de malformations veineuses.